# Kisbabot
Kisbabot község Győr-Moson-Sopron vármegyében, a Téti járásban. A községhez tartozik Andahely puszta.

## Fekvése
A Rába és a Marcal által közrefogott területen helyezkedik el, határszélét mindkét folyó érinti, de lakott területei a Rábához közelebb fekszenek.

### Megközelítése
A település csak közúton érhető el, a Rábaszentmihály-Mórichida közti 8421-es úton, vagy a 85-ös főút felől Bágyogszováton át a 8511-es úton. Vasútvonal nem érinti, a legközelebbi vasúti csatlakozási lehetőség a Győr–Sopron-vasútvonal Enese vasútállomása, mintegy 13 kilométerre északra.

## Története

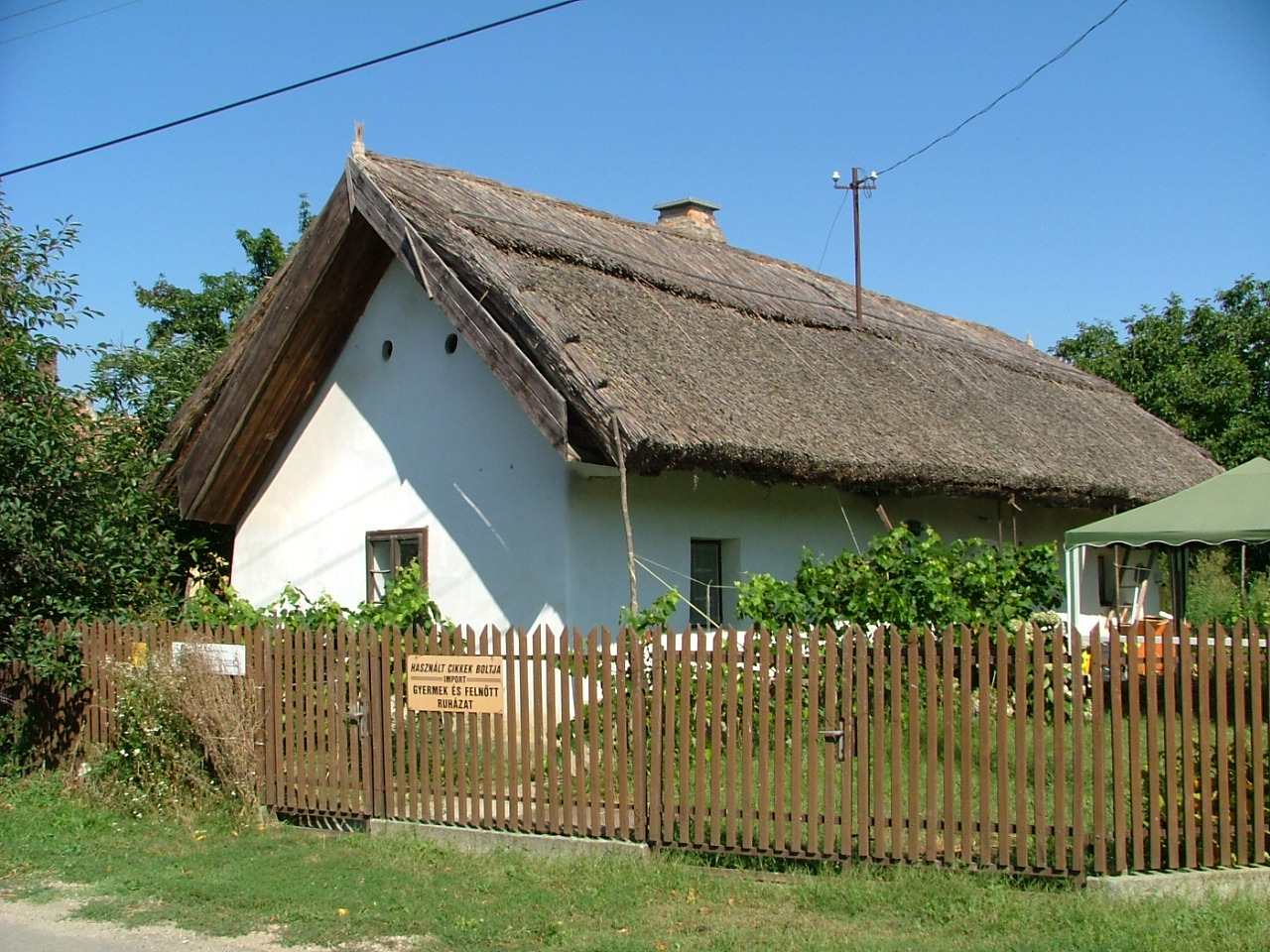
Felújított parasztporta

Első okleveles említése 1222-ből ismert, amikor Rouz fia Joachim volt az ura. 1262-ben IV. Béla Baboti Ajándok fiát, Szolnokot és ennek fiait, Andrást és Adorjánt erősíti meg itteni birtokukban, melyet villa Bobuth néven említ. 1534-ben I. Ferdinánd király gróf Cseszneky Györgynek, a győri vár provizorának adományozza. Cseszneky templomot építtet a faluban az evangélikus egyháznak. 1547-ben a falu felét megvásárolja Mérgesi Poky Gáspár győri alispán. 1592-ben gróf Cseszneky János tilalmazza báró Nádasdy Ferencet Kisbabot puszta elfoglalásától és használatától. 1611-ben Darkó István, gróf Cseszneky Márton, Babothy Tamás és Hegyi Farkas említtetnek kisbaboti nemesekként. Egy 1619-es feljegyzés pusztaként említette. A törökök elpusztították és felégették, de hamarosan újra életre kelt, amikor 1636-ban ismét német zsoldosok rabolták ki és gyújtották fel. Ismét benépesült, majd 1700-ban árvíz döntötte romba nagy részét. Alig heverte ki ezt a bajt, 1748-ban egy véletlen következtében nagy viharban támadt tűz az egész falut elhamvasztotta. Még ez a csapás sem volt elég a sokat sújtott lakosságnak, mert 1848-ban Jelačić bán hadai támadták meg és rabolták ki a községet. A 19. század elején az Illyés család volt a legnagyobb birtokosa.

## Közélete

### Polgármesterei
- 1990–1994: Zsédely Zsigmond (független)[3]
- 1994–1998: Zsédely Zsigmond (független)[4]
- 1998–2002: Zsédely Zsigmond (független)[5]
- 2002–2006: Zsédely Zsigmond (független)[6]
- 2006–2010: Zsédely Zsigmond (független)[7]
- 2010–2011: Zsédely Zsigmond (független)[8]
- 2011–2014: Barcza Tibor (független)[9]
- 2014–2019: Barcza Tibor (független)[10]
- 2019–2024: Barcza Tibor (független)[11]
- 2024– : Barcza Tibor (független)[1]

A településen 2011. szeptember 4-én időközi polgármester-választást (és képviselő-testületi választást) kellett tartani, az előző képviselő-testület önfeloszlatása miatt. A választáson az előző polgármester is indult, de 45,68 %-os eredményével alulmaradt egyedüli kihívójával szemben.

## Népesség
A település népességének változása:
| Lakosok száma | 213  | 217  | 221  | 243  | 233  | 234  | 237  |
|               | 2013 | 2014 | 2015 | 2021 | 2022 | 2023 | 2024 |

A 2011-es népszámlálás során a lakosok 93,6%-a magyarnak mondta magát (6,4% nem nyilatkozott). A vallási megoszlás a következő volt: római katolikus 17,8%, evangélikus 60,7%, felekezeten kívüli 3,2% (17,8% nem nyilatkozott).
2022-ben a lakosság 94,4%-a vallotta magát magyarnak, 0,9% németnek, 0,4% bolgárnak, 1,3% egyéb, nem hazai nemzetiségűnek (5,6% nem nyilatkozott; a kettős identitások miatt a végösszeg nagyobb lehet 100%-nál). Vallásuk szerint 37,8% volt evangélikus, 26,6% római katolikus, 0,4% református, 0,9% egyéb keresztény, 7,7% felekezeten kívüli (26,6% nem válaszolt).

## Nevezetességei

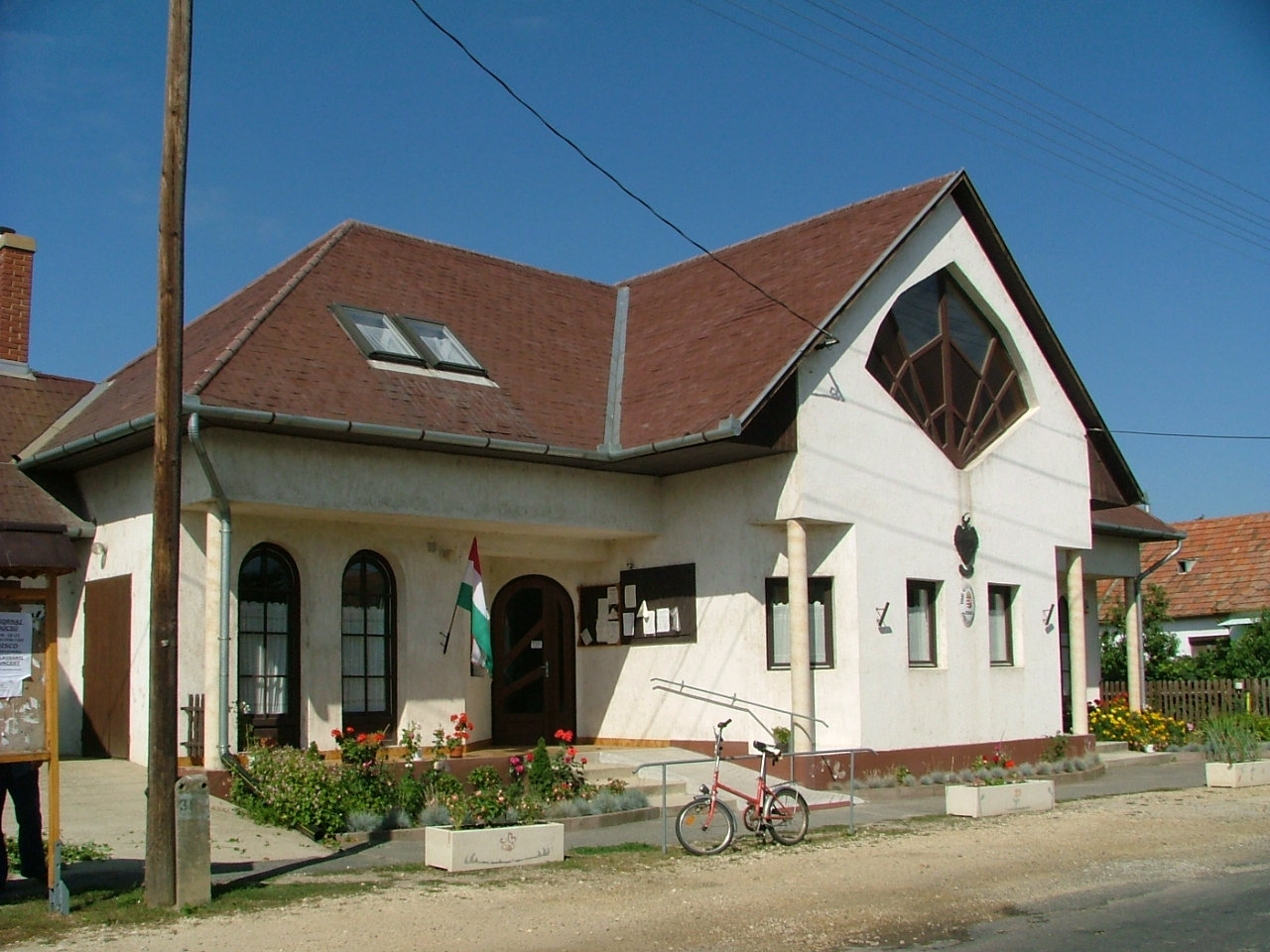
Községháza

- 1812-ben épült evangélikus templom
- Szent István-szobor[15]

## Ismert kisbabotiak
- Bancsó Antal (Kisbabot, 1851. február 24. – Budafok, 1937. január 3.) teológiai díszdoktor, teológiai tanár
- Cseszneky György gróf (16. század), Tata kapitánya, Győr udvarbírája
- Cseszneky János gróf (16. század), győri gyalogoskapitány, királyi biztos
- Eőry Márton (18. század), evangélikus lelkész, teológus

## Érdekességek
A községben alkot Káldy László filmrendező.